# حزب كاشغر الشاب
حزب كاشغر الشاب هو حزب قومي تركي أويغوري في فترة 1933-1934. ساعد هذا الحزب في تحقيق الحكم الذاتي لمنطقة تركستان الشرقية. وحيث سعى الحزب للانفصال عن جمهورية الصين، لكن سرعان ما عادت تركستان الشرقية إلى حكم الصين بعد تأسيس جمهورية الصين الشعبية. وبالرغم من أن الحزب يتكون من المسلمين إلا أنه كان يعادي المسلمين الموالين للحكومة الصينية خاصة عرقية هوى، قادة الحزب هم: تيمور بيك، والأمراء محمد أمين بوغرا، وعبد الله بوغرا، ونور أحمد جان بوغرا. قاد الحزب عدة ثورات وتمردات ومعارك للانفصال عن الصين. ومن مبادئ الحزب مكافحة الإثنية، ومكافحة المسلمين الصينيين الموالين للحكومة الصينية، مكافحة الشيوعية، ومكافحة المسيحية.